# Sint-Christianafontein

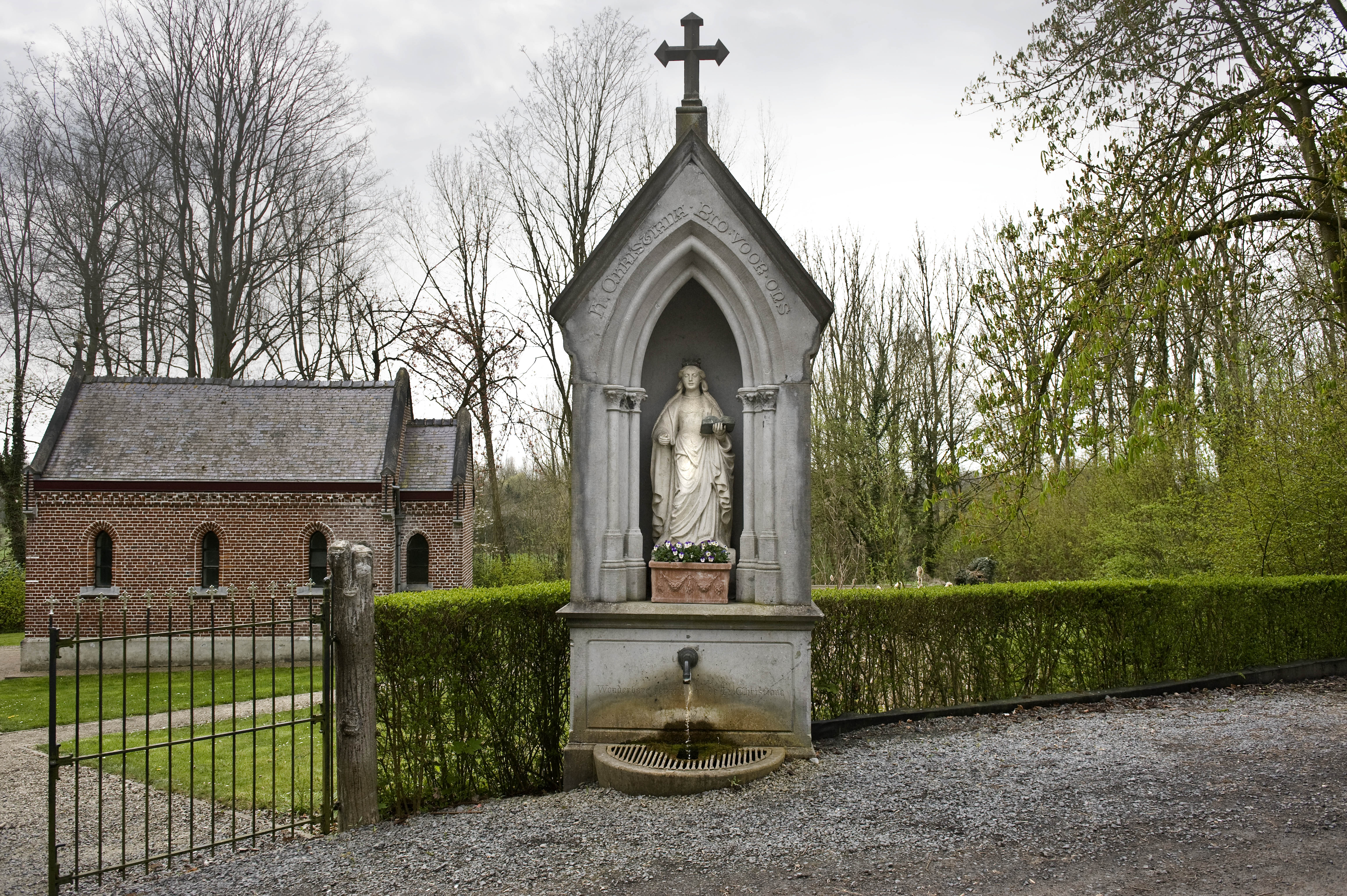
Sint-Christianiafontein

De Sint-Christianafontein is een kapel met bron in de tot de Oost-Vlaamse gemeente Gavere behorende plaats Dikkelvenne, gelegen aan de Sint-Christianastraat.

## Geschiedenis
Nabij deze plaats stond de vroegere Sint-Petruskerk van Dikkelvenne. Deze werd in 1824 gesloopt. In 1913 werd in een parkje bij deze plaats, waar een bron ontspringt, een neogotisch kapelletje met een Sint-Christianabeeld opgericht. Onder de nis met het beeld bevindt zich de bron die uitloopt in een waterbak. Dit kapelletje werd opgericht door graaf en gravin De Spangen.